# Beautiful Wedding
Série
Joli Désastre
(2023)
Pour plus de détails, voir Fiche technique et Distribution.
Beautiful Wedding est un film américain réalisé par Roger Kumble, sorti en 2024.

## Synopsis
Après une nuit de folie à Las Vegas, Abby et Travis réalisent qu'ils sont mariés. Ils partent en lune de miel au Mexique avec leur famille et leurs amis.

## Fiche technique
- Titre : Beautiful Wedding
- Réalisation : Roger Kumble
- Scénario : Roger Kumble d'après un roman de Jamie McGuire
- Musique : Sam Ewing
- Photographie : Theo van de Sande
- Montage : Justin Reeder
- Production : Nicolas Chartier, Jonathan Deckter, Roger Kumble, Brian Pitt et David Shojai
- Société de production : Voltage Pictures
- Société de distribution : Fathom Events (États-Unis)
- Pays :  États-Unis
- Genre : Comédie romantique
- Durée : 100 minutes
- Dates de sortie : 
  -  États-Unis : 24 janvier 2024

## Distribution
- Dylan Sprouse : Travis Maddox
- Virginia Gardner : Abby Abernathy
- Austin North : Shepley
- Libe Barer : America
- Rob Estes : Benny
- Steven Bauer : Sancho
- Kyle Richards : Vivian Hayes
- Alex Aiono : Miguel
- Emmanuel Kabongo : Buzz
- Molly Miller : Thumbelina
- Declan Michael Laird : Taylor Maddox
- Trevor Van Uden : Thomas Maddox
- Jack Hesketh : Trenton Maddox
- Micky Dartford : Tyler Maddox
- Neil Bishop : Parker Hayes
- Génesis Estévez : Blanca
- Esmeralda Felix : Xaria
- Miguel Fernandez : Hector
- Ana Maria Arias : sœur Bertrille
- Jed Elliott : Jimothy

## Production
En septembre 2023, il a été annoncé que la suite du film Joli Désastre, sorti en 2023, était en production. Roger Kumble est revenu à la réalisation et les acteurs principaux ont également repris leurs rôles. Le tournage principal a eu lieu à la fin de l'année 2022 en République dominicaine.

## Sortie
Comme pour le premier film, Beautiful Wedding est a été distribué par Fathom Events aux États-Unis dans un nombre limité de salles pendant deux soirs à partir du 24 janvier 2024,. Le film est sorti sur les plateformes numériques le 13 février 2024.